# Hamish Bond
Hamish Byron Bond (Dunedin, 13 februari 1986) is een Nieuw-Zeelands voormalig roeier en wielrenner.

## Roeien
Bond debuteerde op de Wereldkampioenschappen roeien 2006 in de vier-zonder-stuurman met een negende plaats. Een jaar later won Bond de wereldtitel in de vier-zonder-stuurman tijdens de Wereldkampioenschappen roeien 2007. Bond maakte zijn Olympische debuut tijdens de Olympische Zomerspelen 2008 en werd toen zevende in de vier-zonder-stuurman. Na afloop van de Olympische Zomerspelen 2008 maakte Bond samen met Eric Murray de overstap naar de twee-zonder-stuurman. In de periode van 2009 tot en met de Olympische Zomerspelen 2016 domineerden zij deze klasse, zijn wonnen twee Olympische titels en zes wereldtitels en wonnen alle wereldbekers waarin ze van start gingen. Daarnaast wonnen ze samen ook nog een wereldtitel in de twee-met-stuurman tijdens de Wereldkampioenschappen roeien 2014.
Tijdens de Olympische Spelen van Tokio werd Bond kampioen in de acht

## Resultaten

### Olympische Zomerspelen
| Jaar | Plaats         | Resultaten |
| ---- | -------------- | ---------- |
| 2020 | Tokio          | M8+        |
| 2016 | Rio de Janeiro | M2-        |
| 2012 | Londen         | M2-        |
| 2008 | Peking         | 7e M4-     |

### Wereldkampioenschappen roeien
| Jaar | Plaats              | Resultaten |
| ---- | ------------------- | ---------- |
| 2019 | Ottensheim          | 6e M8+     |
| 2015 | Aiguebelette-le-Lac | M2-        |
| 2014 | Amsterdam           | M2+        |
| 2014 | Amsterdam           | M2-        |
| 2013 | Chungju             | M2-        |
| 2011 | Bled                | M2-        |
| 2010 | Hamilton            | M2-        |
| 2009 | Poznań              | M2-        |
| 2007 | München             | M4-        |
| 2006 | Eton                | 9e M4-     |

### Wereldbeker roeien
2006
 Poznań M4-
2007
 Amsterdam M4-
 Luzern M4-
2009
 München M2-
 Luzern M2-
2010
 Bled M2-
 München M2-
 Luzern M2-
2011
 Hamburg M2-
 Luzern M2-
2012
 Luzern M2-
 München M2-
2013
 Eton M2-
 Luzern M2-
2014
 Aiguebelette-le-Lac M2-
 Luzern M2-
2015
 Bled M2-
2016
 Luzern M2-
 Varese M2-
2019
 Plovdiv M8+

## Wielrennen
In 2017 maakte Bond succesvol de overstap naar professioneel wielrennen. Op de nationale kampioenschappen tijdrijden won hij dat jaar de bronzen medaille. Later dat jaar won hij eveneens een bronzen medaille op de Oceanische kampioenschappen tijdrijden. In 2018 won hij goud bij de nationale kampioenschappen tijdrijden en werd hij Oceanisch kampioen in het tijdrijden. Hij behaalde een derde plaats in de tijdrit van de Gemenebestspelen na Cameron Meyer en Harry Tanfield.

### Resultaten
2017
 Nieuw-Zeelands kampioen tijdrijden, Elite
 Oceanisch kampioen tijdrijden, Elite
2018
 Nieuw-Zeelands kampioen tijdrijden, Elite
 Oceanisch kampioen tijdrijden, Elite
 Gemenebestspelen, tijdrit
2019
 Nieuw-Zeelands kampioen tijdrijden, Elite
2020
 Nieuw-Zeelands kampioen tijdrijden, Elite
1904: Robert Farnan & Joseph Ryan ·
1908: Reginald Fenning & Gordon Thomson ·
1924: Teun Beijnen & Willy Rösingh ·
1928: Kurt Moeschter & Bruno Müller ·
1932: Lewis Clive & Hugh Edwards ·
1936: Willi Eichhorn & Hugo Strauß ·
1948: Jack Wilson & Ran Laurie ·
1952: Charles Logg & Thomas Price ·
1956: James Fifer & Duvall Hecht ·
1960: Valentin Borejko & Oleg Golovanov ·
1964: George Hungerford & Roger Jackson ·
1968: Jörg Lucke & Heinz-Jürgen Bothe ·
1972: Siegfried Brietzke & Wolfgang Mager ·
1976: Jörg Landvoigt & Bernd Landvoigt ·
1980: Jörg Landvoigt & Bernd Landvoigt ·
1984: Petru Iosub & Valer Toma ·
1988: Andy Holmes & Steve Redgrave ·
1992: Steve Redgrave & Matthew Pinsent ·
1996: Steve Redgrave & Matthew Pinsent ·
2000: Michel Andrieux & Jean-Christophe Rolland ·
2004: Drew Ginn & James Tomkins ·
2008: Drew Ginn & Duncan Free ·
2012: Eric Murray & Hamish Bond ·
2016: Eric Murray & Hamish Bond ·
2020: Martin Sinković & Valent Sinković ·
2024: Martin Sinković & Valent Sinković
1900: Carr & DeBaecke & Exley & Geiger & Hedley & Juvenal & Lockwood & Marsh & Abell ·
1904: Cresser & Gleason & Schell & Flanagan & Armstrong & Lott & Dempsey & Exley & Abell ·
1908: Gladstone & Kelly & Johnstone & Nickalls & Burnell & Sanderson & Etherington-Smith & Bucknall & Maclagan ·
1912: Burgess & Swann & Wormald & Horsfall & Gillan & Garton & Kirby & Fleming & Wells ·
1920: Jacomini & Graves & Jordan & Moore & Sanborn & Johnston & Gallagher & King & Clark ·
1924: Carpenter & Kingsbury & Lindley & Miller & Rockefeller & Sheffield & Spock & Wilson & Stoddard ·
1928: Stalder & Brinck & Frederick & Thompson & Dally & Workman & Caldwell & Donlon & Blessing ·
1932: Salisbury & Blair & Gregg & Dunlap & Jastram & Chandler & Tower & Hall & Graham ·
1936: Morris & Day & Adam & White & McMillin & Hunt & Rantz & Hume & Moch ·
1948: I. Turner & D. Turner & Hardy & Ahlgren & Butler & Brown & Smith & Stack & Purchase ·
1952: Shakespeare & Fields & Dunbar & Murphy & Detweiler & Proctor & Frye & Stevens & Manring ·
1956: Charlton & Wight & Cooke & Beer & Esselstyn & Grimes & Wailes & Morey & Becklean ·
1960: Rulffs & Schröder & F. Schepke & K. Schepke & von Groddeck & Hopp & Bittner & Lenk & Padge ·
1964: J. Amlong & T. Amlong & Budd & Clark & Cwiklinski & Foley & Knecht & Stowe & Zimonyi ·
1968: Meyer & Schreyer & Henning & Hottenrott & Ulbricht & Hirschfelder & Siebert & Ott & Tiersch ·
1972:  Hurt & Veldman & Joyce & Hunter & Wilson & Earl & Coker & Robertson & Dickie ·
1976: Baumgart & Döhn & Klatt & Lück & Wendisch & Kostulski & Karnatz & Prudöhl & Danielowski ·
1980: Krauß & Koppe & Kons & Friedrich & Doberschütz & Karnatz & Dühring & Höing & Ludwig ·
1984: Turner & Neufeld & Evans & Main & Steele & Evans & Crawford & Horn & McMahon ·
1988: Maennig & Möllenkamp & Mellinghaus & Schultz & Wessling & Eichholz & Domian & Rabe & Klein ·
1992: Wallace & Robertson & Forgeron & Barber & Marland & Rascher & Crosby & Porter & Paul ·
1996: Zwolle & Simon & Bartman & Maasdijk & Van der Zwan & Van Steenis & Florijn & Rienks & Duyster ·
2000: Lindsay & Hunt-Davis & Dennis & Attrill & Grubor & West & Scarlett & Trapmore & Douglas ·
2004: Read & Allen & Ahrens & Hansen & Deakin & Beery & Hoopman & Volpenhein & Cipollone ·
2008: Light & Rutledge & Byrnes & Wetzel & Howard & Seiterle & Kreek & Hamilton & Price ·
2012: Adamski & Kuffner & Johannesen & Reinelt & Schmidt & Müller & Mennigen & Wilke & Sauer ·
2016: Durant & Ransley & Triggs Hodge & Gotrel & Reed & Bennett, Langridge & Satch & Hill ·
2020: Mackintosh & Bond & Murray & Brake & Williamson & Wilson & Kirkham & Macdonald & Bosworth ·
2024: Bolding & Carnegie & Gibbs & Ford & Dawson & Elwes & Digby & Rudkin & Brightmore
- Library of Congress Control Number: no2016072883
- Virtual International Authority File: 17146635468741981173